# Давидович, Владислав Валентинович
Владислав Валентинович Давидович (бел. Уладзіслаў Валянцінавіч Давідовіч; род. 26 июля 2005 года) — белорусский спортсмен, специалист по подводному спорту (плавание в ластах, Дайвинг). Мастер спорта Беларуси и России, победитель и призёр этапов Кубка мира, Международных соревнований по подводному спорту 2022 года, победитель и призер чемпионатов Беларуси и России.

## Биография
Родился 26 июля 2005 года. Гражданин Республики Беларусь. На клубном уровне представлял российский ЦСКА до 2021г. С 2021 Представлял ЦВВС по водным видам спорта "Невская Волна" с 2025г. белорусскую СДЮСТШ (Минск). До 2023 года выступал за РФ.

## Спортивная карьера
Специализируется в плавании в ластах на спринтерских дистанциях и нырянии. Выступает в дисциплинах: классические ласты, биласты, комбинированное плавание.
Ключевые достижения:
- Чемпионат Беларуси 2025 (Новополоцк)[3]:
  -  100 м в ластах
  -  50 м в ластах
  -  50 м ныряние
- Кубок мира 2021 (Шарм-эль-Шейх, Египет)[4]:
  -  Эстафета 4×100 м классические ласты (смешанная)
  -  1000 м марафон
- Международные соревнования 2022 (Санкт-Петербург, Россия)[5]:
  -  300 м
  -  50 м
  -  100 м
- Первенство России 2022 (Санкт-Петербург)[1]:
  -  300 м (юниоры)

## Звания
- Мастер спорта России (подводный спорт)[6]
- Мастер спорта Республики Беларусь (подводный спорт) (норматив выполнен на ЧБ-2025[3])